# Steinkreis von Callanish

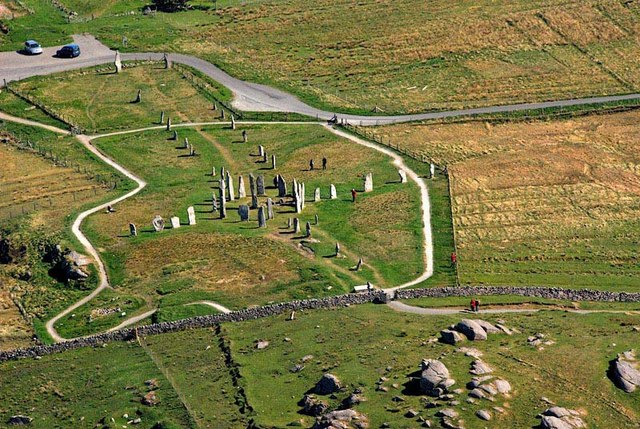
Callanish

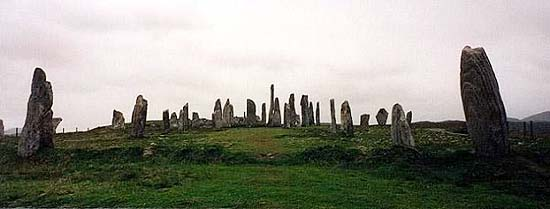
Caldragh Idols (Callanish 1)

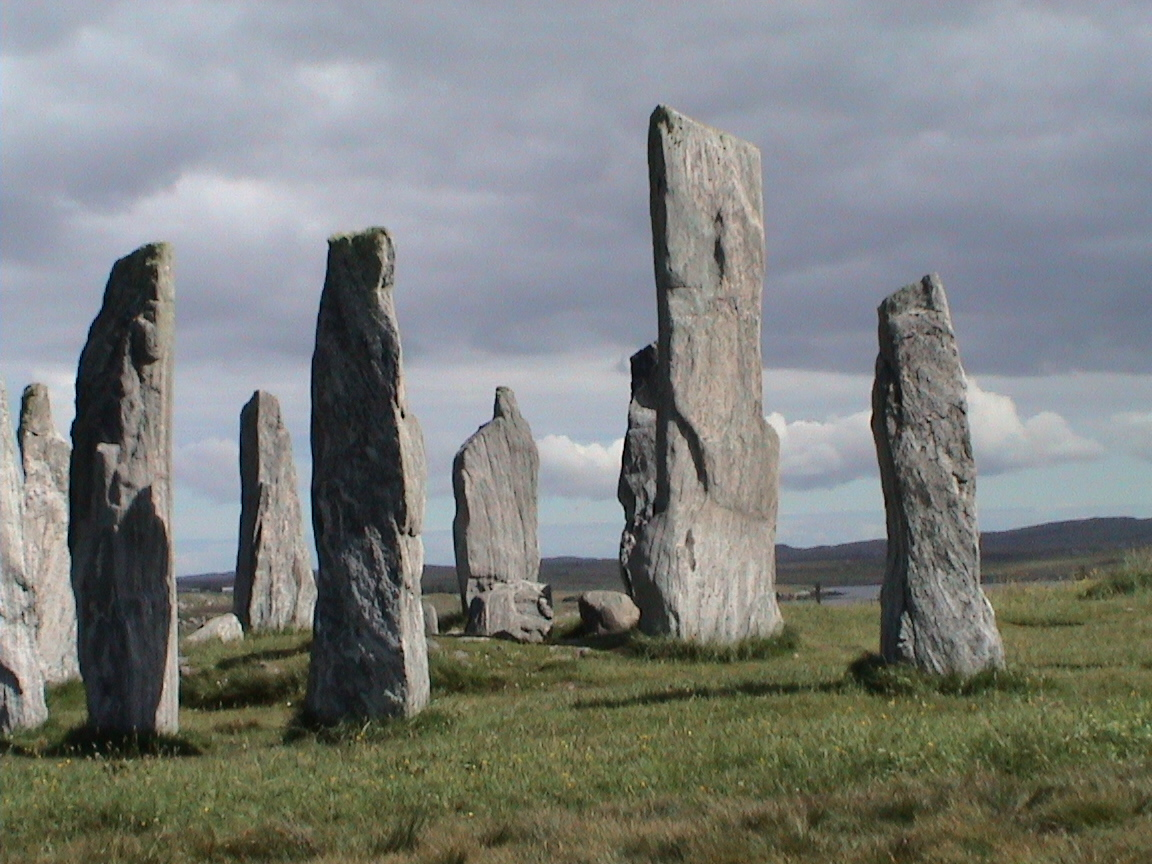
Callanish

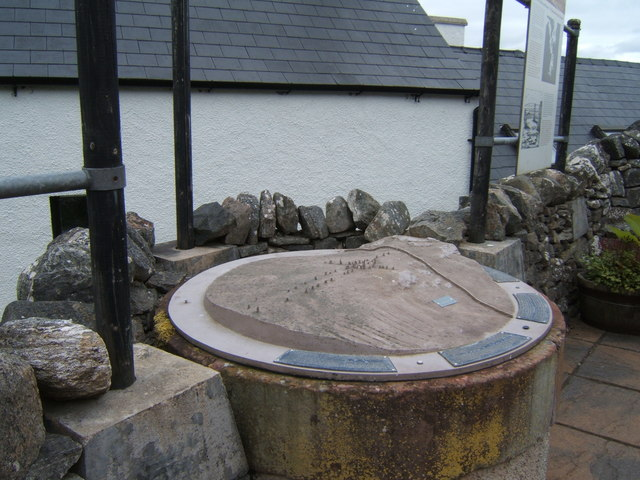
Geoplastik des Gebiets

Die Anlagen von Callanish (gälisch Calanais, beides aus Altnordisch Kalas ness, so viel wie Kalas Halbinsel/Landvorsprung) sind insgesamt die größte heute bekannte Steinformation der Megalithkultur auf den britischen Inseln. Calanais befindet sich in der Ortschaft Callanish auf der Isle of Lewis auf den Äußeren Hebriden. Andere Bezeichnungen sind Callernish und Classerniss. Bis heute wurden 12 von einst vermutlich über 20 Steinsetzungen aus Menhiren im Umkreis von einigen Kilometern ausgegraben.
Die Steinsetzungen, bei denen die Alignements und Steinkreise herausragen, aber später auch Passage Tombs des Orkney-Cromarty Typs (OC; d. h. Stalled Cairns) hinzukommen, wurden während der Jungsteinzeit zwischen 2900 und 2600 v. Chr. angelegt (die verschiedentlich angegebene Datierung auf 5000 v.Chr ist nicht korrekt) und damit älter als jene von Stonehenge. In der Bronzezeit wurden die Anlagen geplündert bzw. aufgegeben. Seit 800 v. Chr. wurde sie im Zuge der Hochmoorbildung von Torf bedeckt, der die bis zu 4,75 m hohen Menhire im Jahre 1857 (Jahr der ersten Ausgrabung) circa 1,5 m hoch bedeckte.
Wie bei anderen megalithischen Kultstätten ist der Sinn und Zweck der Formationen unklar und Thema vieler Spekulationen. Die wahrscheinlichste Theorie zur Erklärung der Anordnung der Caldragh Idols (Callanish 1, die Hauptformation) bezieht sich auf den Mond: Alle 18,6 Jahre steht der Mond so über den die Formationen umgebenden Hügeln, dass es aussieht, als würde er bei seinem Lauf ihrer Silhouette folgen. Das Schauspiel erweckt den Eindruck, der Mond besuche die Erde und würde mit ihr tanzen. Die Caldragh Idols erlauben, dieses Ereignis vorauszuberechnen.
Calanais ist – wohl hauptsächlich wegen seiner geographischen Abgelegenheit – weniger bekannt als die Megalithanlagen von Stonehenge oder Avebury. Die Granitsteine sind praktisch unbearbeitet und kleiner als die Sarsensteine von Stonehenge. Die Anlagen beeindrucken aber sowohl durch die Anzahl der verwendeten Steine als auch durch die Anzahl der Formationen. Zudem sind sie teilweise vollständig erhalten, zum Beispiel alle 13 Steine des zentralen Kreises Callanish 1.

## Die wichtigsten Formationen

### Calanais oder Caldragh Idols (Callanish 1)

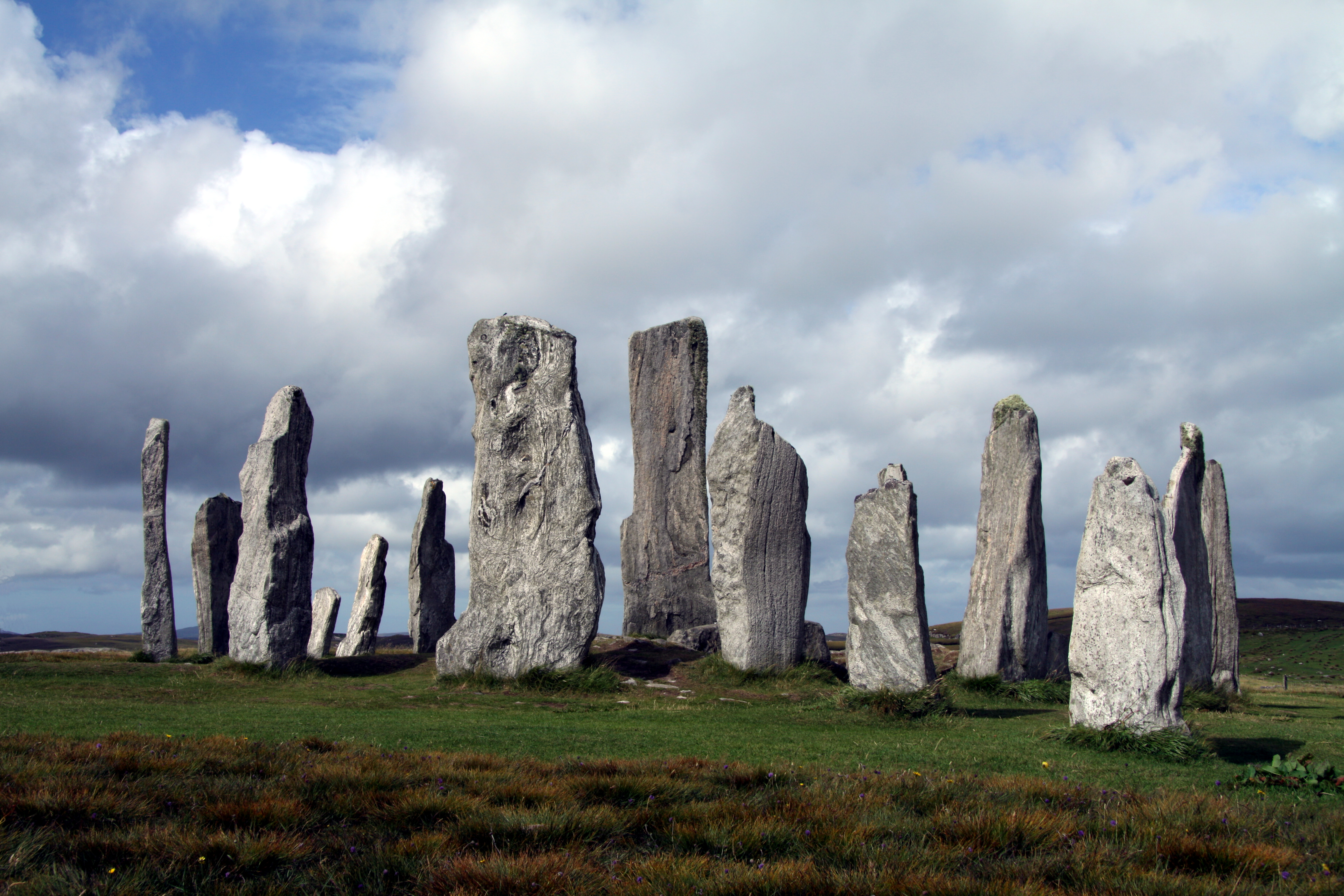
Callanish 1

Die Hauptanlage Callanish 1 ist annähernd kreuzförmig in nord-südlicher Ausrichtung angelegt. Der Kreuzpunkt besteht aus einem Steinkreis mit einem zentralen Monolithen und einem kleinen Cairn.
Der Steinkreis ist kein exakter Kreis, sondern hat eine leichte Eiform. Er ist jedoch symmetrisch, wobei die Symmetrieachse exakt von Osten nach Westen verläuft. Die westliche Seite des Steinkreises ist ein echter Halbkreis, die östliche Hälfte ist leicht abgeflacht und erweckt den Eindruck, dem Sonnenaufgang zur Frühlingstagundnachtgleiche das Gesicht zu bieten.
Die südliche Steinreihe verläuft in fast exakter Südrichtung. Die Menhire liegen jedoch nicht auf einer Linie, und zwei Steine sind rechts und links versetzt. Die „Arme“ des Kreuzes bilden somit nur annähernd eine geometrische Figur. Der östliche Arm besteht aus fünf Menhiren, die in einem leichten Bogen angeordnet sind und leicht nördlich von der Ost-West-Linie abweichen. Der westliche Arm ist etwas gerader und ziemlich parallel zur exakten Ost-West-Richtung.
Der nördliche Teil des Kreuzes wird durch eine Steinallee gebildet, die sich gegen den Steinkreis verengt. Vielleicht wurde die Allee benutzt, um sich in Ritualen dem Steinkreis mit dem Altarstein zu nähern, aber sie könnte auch einem anderen Zweck gedient haben.
Weitere Namen für diese Formation sind: Classerniss, Callernish, Callanish, Tursachan Callernish, The Standing Stones of Callanish.

### Cnoc Ceann a’Ghàrraidh (Callanish 2)

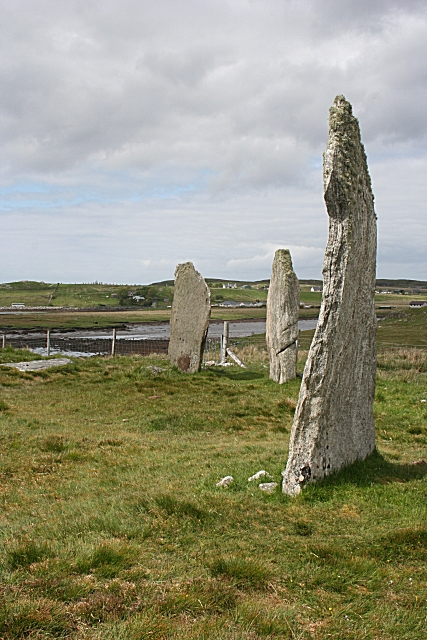
Callanish 2

Ein Steinkreis bestehend aus vermutlich ursprünglich neun Steinen, von denen fünf aufrecht stehen und drei umgefallen sind. Die Menhire sind zwischen 2,4 und 3,5 Meter groß.
Callanish II wurde 1858 vom Torf befreit. Neben den acht sichtbaren Steinen fand man einen weiteren, sowie einen grob gearbeiteten Cairn, in dem sich einige Metallgegenstände befanden.
Bei der Ausgrabung wurden im Inneren des Kreises fünf Löcher gefunden, die mit Kieseln und Muscheln vom Strand aufgefüllt waren. In den Löchern befanden sich Reste von Holzkohle. Es wird vermutet, dass Callanish 2 für Kremationen oder rituelle Verbrennungen benutzt wurde. Unklar ist die Beziehung zwischen Callanish 2 und der Hauptanlage Callanish 1.
Weitere Namen für diese Formation sind: Hillock at the end of the wall, Knock Ceann a Garie, Cnoc Ceann, Loch Roag, Cnoc Ceann a’Gharaidh.

### Cnoc Fillibhir Beag (Callanish 3)
Callanish 3 ist ein doppelter Steinring mit acht bis zu drei Meter hohen Menhiren im äußeren Ring und vier im Inneren. Callanish 3 kann entweder als zwei ineinander verschachtelte Ellipsen interpretiert werden oder aber als großer, eiförmiger Steinring mit vier Menhiren im Innern. Es wird vermutet, dass die vier Steine im Innern jüngeren Datums sind als der äußere Ring.
Weitere Namen für diese Formation sind: Little fillibhir hillock, Knock Mhelivir, Cnoc Fillibhir.

### Ceann Thulabhaig (Callanish 4)
Ein Steinkreis mit fünf stehenden und einem umgefallenen Menhir. Im Zentrum befindet sich ein kleiner Cairn, der um einen weiteren Menhir herum gebaut wurde. Callanish 4 wurde um 1946 ausgegraben. Die Menhire sind Überreste eines ovalen Ringes und bis zu 2,7 Meter hoch.
Weitere Namen für diese Formation sind: Head of Hula bay, Ceann Hulivig, Ceann Hulavig, Cean Thulabig Tursachan, Ceann Thulabhig, Ceann Thulabeg, Garynahine, Loch Roag.

### Airigh nam Bidearan (Callanish 5)
Ein Steinbogen, von dem heute noch drei Steine stehen. Vermutlich waren sie ein Teil eines Menhirfeldes, das den nördlichsten Punkt markierte, den der Mond auf seinem Lauf erreichen konnte.
Weitere Namen für diese Formation sind: Shieling of the pinnacles, Airidh nam Bideran, Tursachan Airidh nam Bidearan.

### Cùl a’Chleit (Callanish 6)
Der größte Teil dieser Formation besteht aus einer Siedlung. Zwei gefundene Menhire waren entweder Teile dieser Siedlung oder Teil eines prähistorischen Cairn oder einer verlorenen Steinanlage.
Weitere Namen sind: Rocky cliff at the back, Cul a'Chleit.

### Cnoc Dubh (Callanish 7)
Eine Ruine, von der ursprünglich angenommen wurde, es handle sich um eine prähistorische Stätte. Neuere Untersuchungen haben jedoch ergeben, dass es sich um ein relativ junges Gebäude handelte. Callanish 7 gehört also nicht wirklich zu den Anlagen von Calanais.
Weitere Namen sind: Black hillock, Chnoc Dhubh, Cnoc a botha.

### Cleitir (Callanish 8)
Vier Menhire auf einer Klippe über dem Kanal, der die Halbinsel Great Bernera von der Hauptinsel Lewis trennt.
Weitere Namen sind: Cliffs, Tursachan Barraglom, Great Berneray, Bernera Bridge, Cleiter.

### Druim nam Bidearan (Callanish 9)
Zwei umgestürzte Menhire. Sinn und Zweck von Callanish 9 ist völlig unklar.

### Na Dromannan (Callanish 10)
Elf umgefallene Menhire, die vermutlich einen Steinkreis bildeten. Sie stammen von einem Felsen ganz in der Nähe.
Weitere Namen: the Ridges, the Backs.

### Airigh na BeinneBige (Callanish 11)
Ein einzelner Menhir. Er könnte Teil einer größeren Formation gewesen sein, für die es jedoch keine weiteren Hinweise gibt. Callanish 11 steht direkt gegenüber Callanish 8.
Weitere Namen: Shieling of the little hill.

### Stonefield (Callanish 12)
Ein einzelner Menhir in der Nähe der Hauptformation Callanish 1. Callanish 12 wurde erst 1923 entdeckt.
Weiterer Name: Blair.